# Roberto Domínguez (salwadorski piłkarz)
Roberto Carlos Domínguez Fuentes (ur. 9 maja 1997 w Chalatenango) – salwadorski piłkarz występujący na pozycji środkowego lub prawego obrońcy, reprezentant Salwadoru, od 2022 roku zawodnik FAS.